# Ralph Ince
Ralph Ince (n. 16 ianuarie 1887, Boston, Massachusetts - d. 10 aprilie 1937 (50 de ani), Londra, Anglia)  a fost un actor american, regizor și scenarist. Între anii 1911 și 1937, Ralph Ince a regizat 170 de filme. Ralph Ince a fost fratele lui  John Ince și a lui Thomas H. Ince.

## Filmografie

### Ca regizor

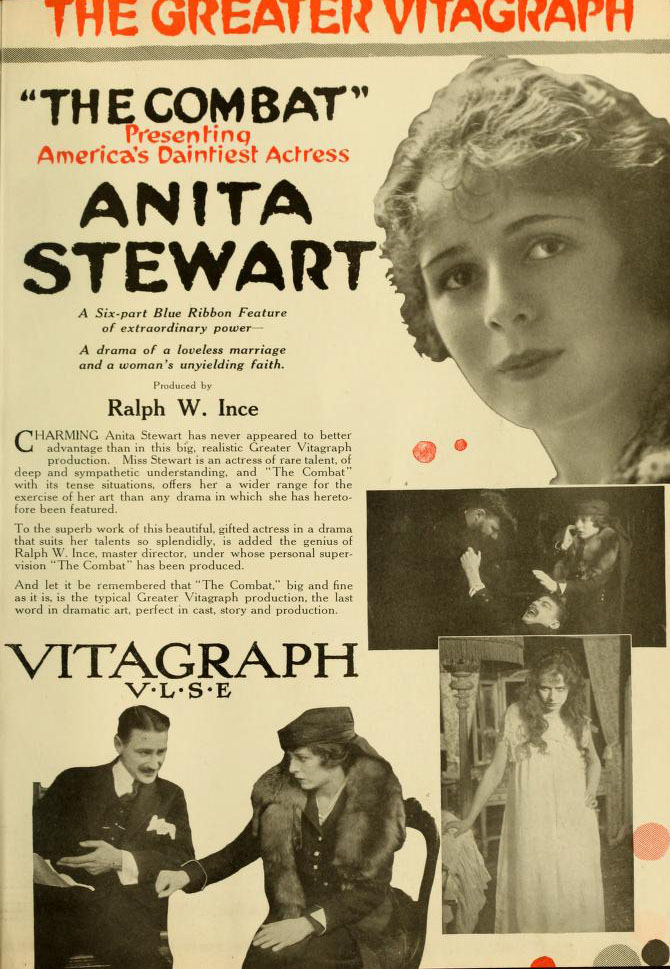
Afișul filmului The Combat din 1916

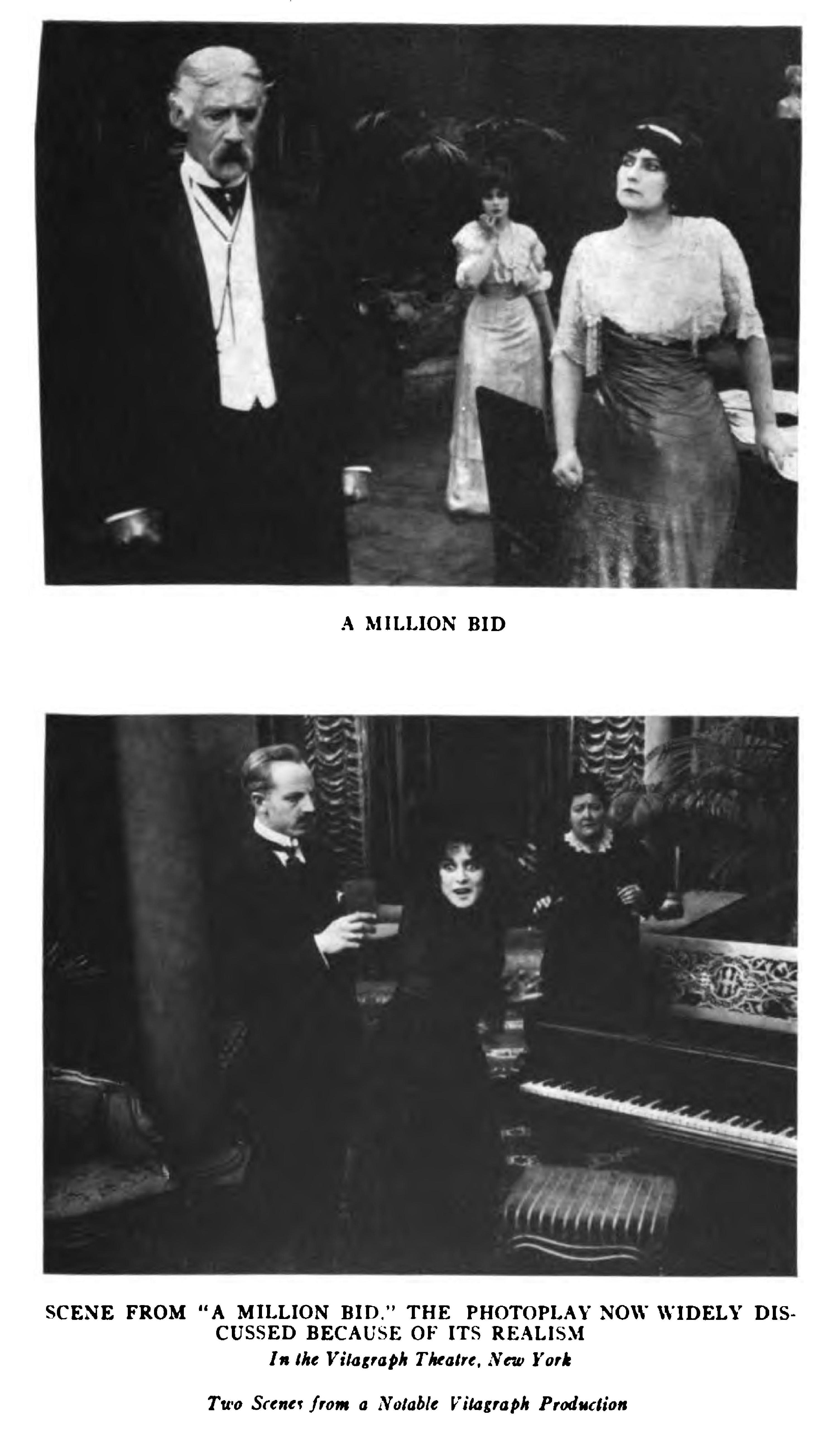
Scene din A Million Bid (1914)

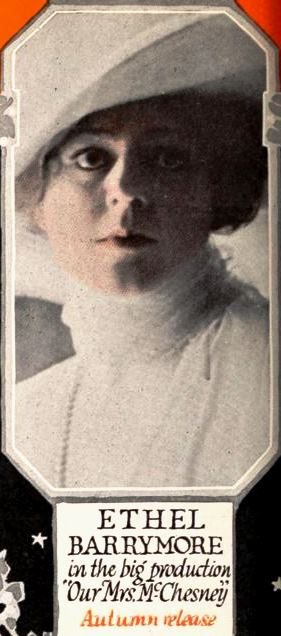
Afișul filmului Our Mrs. McChesney (1918)

- The Mills of the Gods (1912)
- A Million Bid (1914)
- Our Mrs. McChesney (1918)
- The Panther Woman (1918)
- The Perfect Lover (1919)
- Wet Gold (1921)
- The Uninvited Guest (1924)
- Lady Robinhood (1925)
- Smooth as Satin (1925)
- Alias Mary Flynn (1925)
- The Better Way (1926)
- The Lone Wolf Returns (1926)
- Breed of the Sea (1926)
- The Sea Wolf (1926)
- Bigger Than Barnum's (1926)
- Home Struck (1927)
- South Sea Love (1927)
- Shanghaied (1927)
- Enemies of Society (1927)
- Not for Publication (1927)
- Chicago After Midnight (1928)
- Hit of the Show (1928)
- The Wreck of the Singapore (1928)
- Danger Street (1928)
- A Real Girl (1929)
- Hurricane (1929)
- Lucky Devils (1933)
- Murder at Monte Carlo (1934)
- Love at Second Sight (1934)
- What's in a Name? (1934)
- No Escape (1934)
- Crime Unlimited (1935)
- Rolling Home (1935)
- The Black Mask (1935)
- Blue Smoke (1935)
- Twelve Good Men (1936)
- Fair Exchange (1936)
- Twelve Good Men (1936)
- Jury's Evidence (1936)
- Hail and Farewell (1936)
- It's You I Want (1936)
- The Perfect Crime (1937)
- The Vulture (1937)
- Side Street Angel (1937)

### Ca actor
- Jean the Match-Maker (1910)
- A Tale of Two Cities (1911)
- Bigger Than Barnum's (1926)
- Wall Street (1929)
- The Big Fight (1930)
- Little Caesar (1931)
- The Star Witness (1931)
- Gentleman's Fate (1931)
- Hell Bound (1931)
- Law of the Sea (1932)
- The Lost Squadron (1932)
- Men of Chance (1932)
- The Mouthpiece (1932)
- The County Fair (1932)
- Love at Second Sight (1934)
- No Escape (1934)
- So You Won't Talk (1935)
- Blue Smoke (1935)